# Železniční trať Dívčice–Netolice
Železniční trať Dívčice–Netolice, nazývaná také Netolička, od 16. března 2020 součást tratě Netolice – Týn nad Vltavou, je jednokolejná regionální dráha. Provoz na trati byl zahájen v roce 1895. Dne 26. února 2011 po trati projel zatím poslední pravidelný osobní vlak. Budoucnost tratě není jistá, pravděpodobný byl zánik tratě (jak bylo v plánu tehdejší Správy železniční dopravní cesty), ten si ale nepřeje společnost ČD Cargo.
Na trati byla provozována tzv. smíšená doprava, kde motorové vozy řady M 131.1 a později M 152.0 (dnes 810) měly připojeny až tři nákladní vozy.

## Historie
Město Netolice bývalo městem s čilým obchodním ruchem, s četnými trhy. To se ale změnilo po otevření Dráhy císaře Františka Josefa 1. září 1868. Rábínský lihovar či pivovary v Netolicích a Petrově Dvoře naopak prosperovaly a nádraží Nákří-Netolice (později Dívčice) bylo od města dvě hodiny daleko. V Netolicích proto vzniklo konsorcium pro stavbu přípojné dráhy, v jehož čele stál netolický starosta JUDr. Otakar Kudrna. V lednu 1893 bylo vydáno povolení k předběžným pracím na dráze. Přes počáteční ekonomické problémy, řešené například využitím starých kolejnic, byla nakonec 8. září 1894 vydána koncese. Stavba začala 23. března 1895. Původní termín dokončení 15. srpna nebyl dodržen, a tak se slavnostní zahájení provozu konalo až 27. října 1895. V roce 1925 byla trať zestátněna. Od roku 1927 byly na dráze postupně provozovány motorové vozy řad M 120.1, M 132.0, M 122.0, M 232.2. Provoz nákladních vlaků byl zajišťován do října 1930 parní trakcí, poté až do okupace motorovými vozy. Ty byly ale zejména zpočátku velmi poruchové, proto byla na trati stálá záloha v podobě parní lokomotivy. Na počátku 30. let 20. století byl vyměněn traťový svršek, což umožnilo zvýšení rychlosti až na 50 km/h.
Za druhé světové války byl z důvodu nedostatku benzínu uskutečňován pouze parní provoz, 15. ledna 1945 byla trať uzavřena a byly na ní deponovány transporty Wehrmachtu. Po jejich vyložení byl provoz od 11. července obnoven. V roce 1987 byl znovu kompletně vyměněn traťový svršek.

## Zastavení osobního provozu
V roce 2011 Jihočeský kraj oznámil, že od 26. února 2011 přestane osobní dopravu na trati objednávat. Tak se také stalo a Správa železniční dopravní cesty podala návrh na zrušení trati. Město Netolice a obce na trase ale projevily zájem o provozování dráhy vlastními prostředky, a i proto Drážní úřad žádost zamítl s tím, že není opodstatněná. Zároveň společnost ČD Cargo oznámila záměr po trati přepravovat dřevní štěpku pro Plzeňskou teplárenskou.
Vlakové spojení bylo sice oficiálně nahrazeno autobusy, ovšem v nedostatečné podobě. Bylo přidáno několik spojů na trase Netolice–Malovičky, nedělní pár Lhenice–Vodňany a zpět a noční autobus z Českých Budějovic, jedoucí však jen v liché týdny. O státních svátcích nejede nyní do Netolic (natož do obcí na trati) jediný spoj veřejné dopravy.

## Provoz

### Před únorem 2011
V roce 2003 bylo na trati provozováno 5 párů osobních vlaků v úseku Netolice–Dívčice a zpět, všechny se samoobslužným způsobem odbavení cestujících. Vlaky zastavovaly ve všech zastávkách na trati pouze na znamení. Od roku 2006 byly některé vlaky vedeny do/z Číčenic, od roku 2009 se jednalo o všechny vlaky o víkendu, s poznámkou, že cestující z/do Českých Budějovic přes Číčenice nedoplácejí rozdíl jízdného. Od 13. prosince 2009 byly všechny vlaky kromě dvou ranních párů vedeny v trase Netolice – Dívčice – Číčenice – Týn nad Vltavou, tedy přes dvě úvratě, a návaznost do Českých Budějovic byla zajištěna přestupem na rychlíky v Číčenicích. Všechny vlaky na trati byly zajištěny motorovým vozem 810.

### Po únoru 2011
Po zastavení osobního provozu jsou na trati provozovány vyjma nákladních pouze nostalgické a zvláštní vlaky.
- KPT rail

V létě 2019 provozoval soukromý dopravce KPT rail sobotní dopravu na trati Číčenice – Týn nad Vltavou. V některé soboty vlaky z Číčenic pokračovaly přes Dívčice do Netolic. Spoje byly obvykle vedeny motorovým vozem 810, na trati se ale ukázal i historický vůz 820 či vlaková souprava tažená lokomotivou řady 720.
- Peklík

Každoročně je v květnu z Českých Budějovic vypravován vlak na netolický jarmark. Do roku 2016 byl veden parní lokomotivou řady 310.0 (mimo rok 2014), později štafetu převzaly motorové vozy M131.1 (2014, 2017) a 842 (2018, 2019).
- Zvonkový a lucerničkový vlak

Od roku 2013 je z Českých Budějovic na začátku adventu vypravován vlak u příležitosti příletu paní Zimy na náměstí v Netolicích. Souprava je složena z motorových vozů. Od roku 2016 se vlak jmenuje Lucerničkový.
- Netolický čert

Od 23. 5. 2011 do 3. 6. 2011 jezdil v pracovní dny na trati ve zkušebním provozu jeden pár osobních vlaků Netolický čert. Spoj financovala soukromá společnost JIP – Papírny Větřní a byl zajištěn soupravou Regionova Českých drah. Z Českých Budějovic vlak vyjížděl ve 14:57, do Netolic dorazil v 15:40 a následně se vracel zpět. 
- Stříbrný šíp: 20. 3. 2019, jízda motorového vozu M 260.0 na trase České Budějovice – Týn nad Vltavou – Netolice a zpět.[12]

- Jihočeský pátek s párou: 3. 8. 2018, parní lokomotiva 354.195, Protivín – vlečka JETE – Netolice – České Budějovice.[13]

- Výcvik strojvůdců: Před zahájením provozu na šumavských lokálkách v prosinci 2017 společnost GWTR na trati školila své zaměstnance na obsluhu nových vlaků.[14]

- Divadelní vlak: V letech 2011 – 2017 byl vypravován v jednu červencovou sobotu vlak z Českých Budějovic do Netolic a zpět na představení netolického ochotnického divadla v zahradě zámku Kratochvíle.[15]

- Mikulášský vlak: V letech 2011 až 2013 jely po trati také mikulášské vlaky zajišťované společnostmi České dráhy či Arriva.[16]

### Nákladní doprava
V roce 2020 na trati provozuje nákladní dopravu společnost ČD Cargo. Po trati se vozí převážně dřevo překládané z kamionů na nádraží v Netolicích.

## Stanice a zastávky na trati
- Dívčice (km 0,0): Elektrifikovaná stanice na trati Plzeň – České Budějovice. V jízdním řádu 2020 zde zastavují osobní vlaky na trase České Budějovice – Strakonice/Písek.[17]
- Radomilice (km 2,7): Zastávka zrušena po 2. světové válce. Ještě v 70. letech 20. století byly odstaveny u nástupiště dva vyřazené nákladní vozy bez podvozků, sloužící jako skladiště. Vše bylo definitivně zlikvidováno při opravě trati v 80. letech. Nástupiště se nacházelo poblíž rybníka zvaného Jezero, asi 500 metrů směrem na Dívčice.
- Libějovice (km 5,826): Strážní domek stojící v těsné blízkosti zastávky a křížení trati se silnicí I/20 byl zbourán v roce 2019. Zastávka se dříve nazývala Libějice a byla to jedna ze dvou zastávek vybudovaných při zahájení provozu na trati.[3]
- Malovičky: Zastávka plánovaná, uváděna v jízdním řádu jako otevřena ode dne vyhlášení (prokazatelně už v roce 2003) do roku 2010.[7] K jejímu vybudování však nedošlo. Měla se nacházet u křížení trati s polní cestou z Maloviček, za rybníkem Otrhanec.
- Malovice u Netolic (km 7,757)
- Holečkov (km 9,305): Dříve zastávka s nákladištěm (1 manipulační kolej, zrušena v roce 2007). Původně se nazývala Rabín podle přilehlého hospodářského dvora.
- Netolice zastávka (km 10,985): Do přilehlého areálu bývalé briketárny vedla vlečka, jejíž stopy jsou v terénu ještě v roce 2020 dobře patrné.
- Netolice (km 13,602): Koncová stanice dráhy, dopravna D3. Do stanice ústí dvě vlečky, a nachází se zde objekt dvoukolejné výtopny, kde byly v noci deponovány motorové vozy až do ukončení pravidelného provozu. Ve stanici jsou 2 dopravní a 1 manipulační kolej. Stanice nesla dříve (pravděpodobně do cca 20. let 20. století) název Netolice-Město.

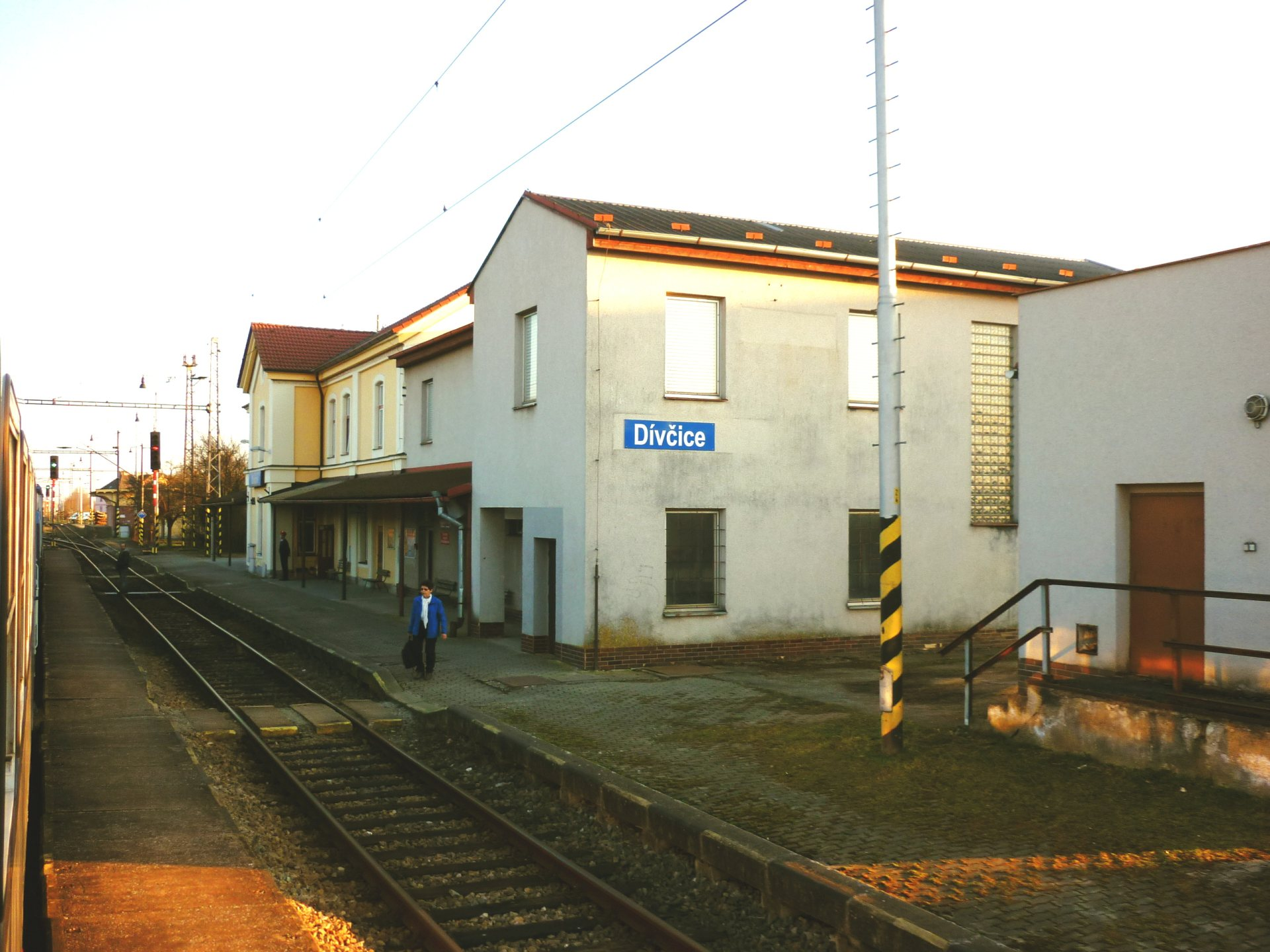
Dívčice
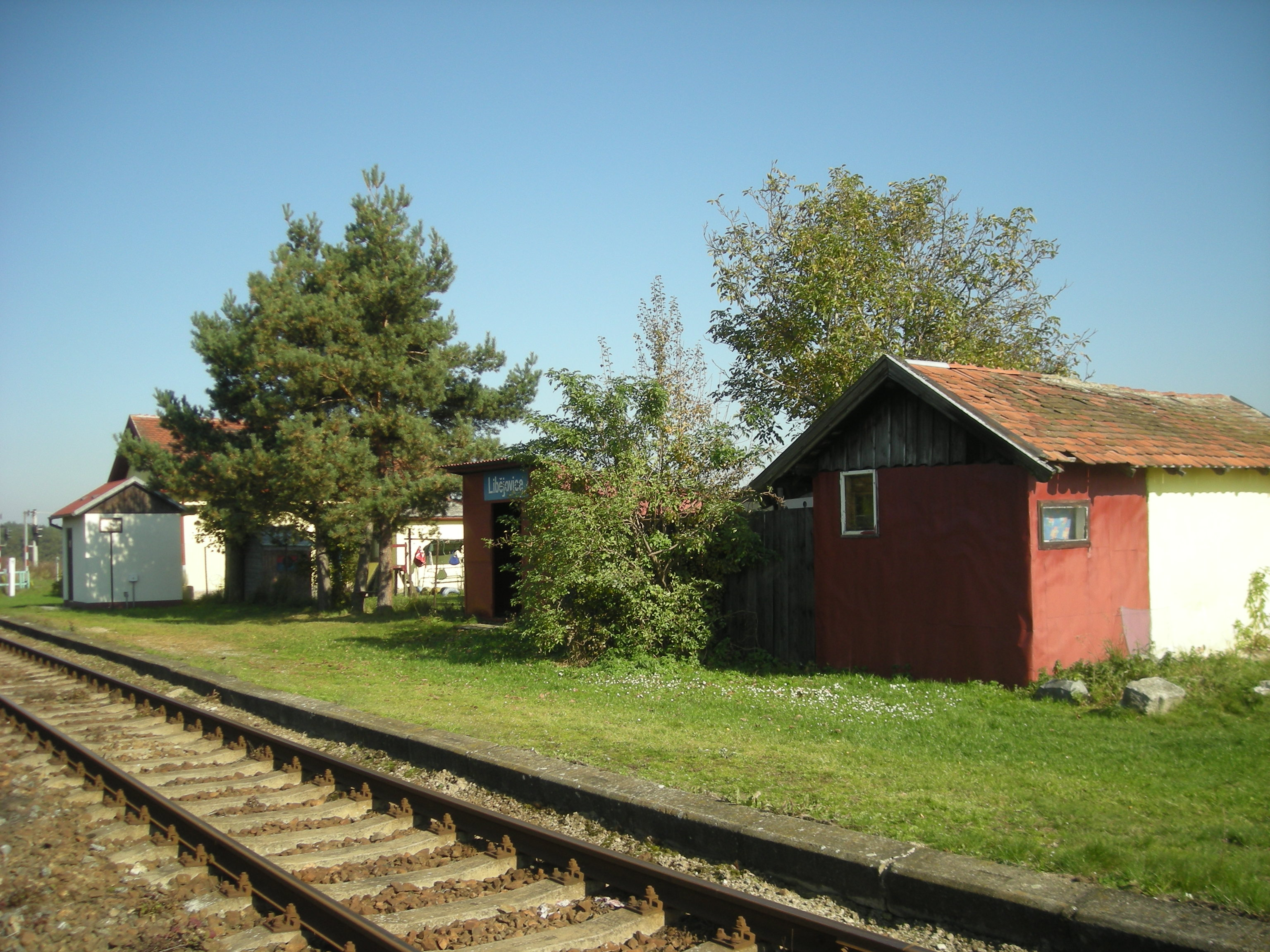
Libějovice
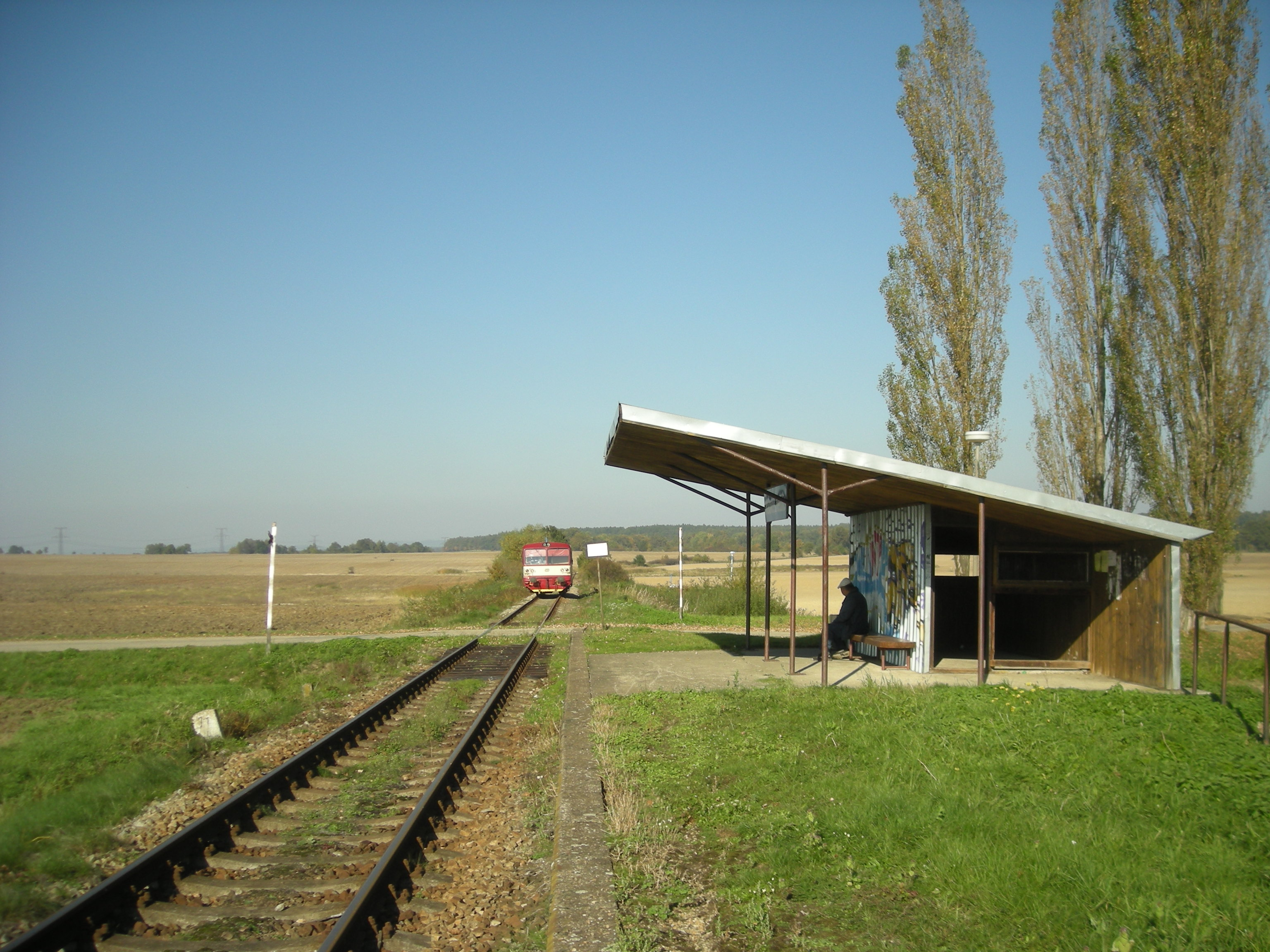
Malovice u Netolic
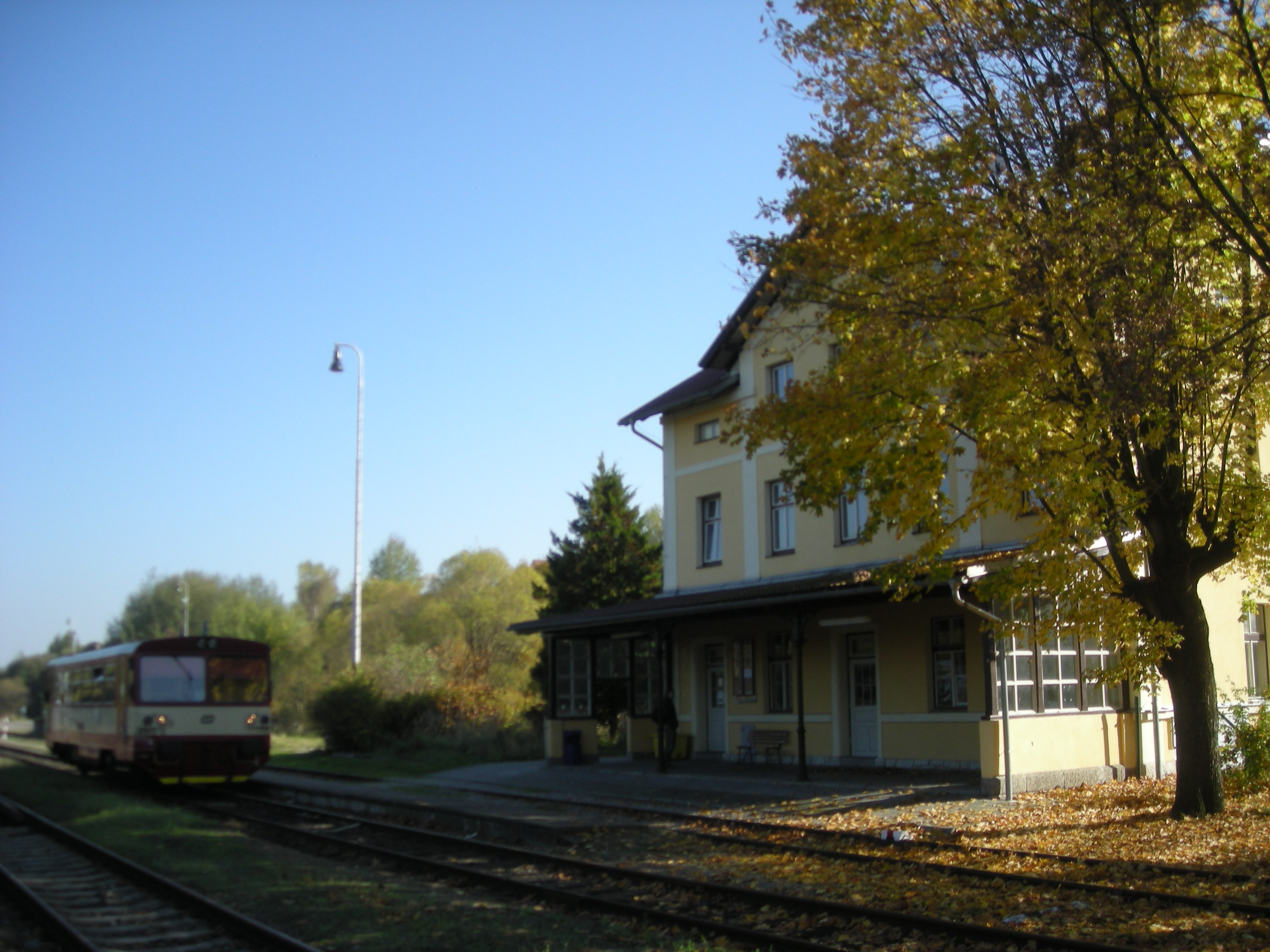
Netolice

## Navazující trať
- Trať 190 České Budějovice – Výhybna Nemanice – Dívčice – Číčenice – Protivín – Ražice – Strakonice – Horažďovice předměstí – Nepomuk – Nezvěstice – Plzeň hl. n.